# Jan Boba
Jan Boba (ur. 10 marca 1941 roku w Krakowie) – polski pianista i aranżer, jeden z twórców polskiego jazzu i animator środowiska jazzowego, związany z Krakowem.

## Młodość
Absolwent II Liceum Ogólnokształcącego im. Jana III Sobieskiego w Krakowie (matura 1968 r.) oraz Państwowej Wyższej Szkoły Muzycznej w Krakowie (dyplom w 1971 r.).

## Jazz Band Ball i pierwsze sukcesy
Pierwsze sukcesy zaczął odnosić w latach 60. wraz z zespołem Jazz Ball Band. Do tej najstarszej grupy jazzowej w Polsce należał od początku jej istnienia. Przez wiele lat wspólnie z Janem Kudykiem, założycielem Jazz Ball Band, pełnił również funkcję lidera zespołu. Za oficjalny początek działalności grupy uważany jest konkurs Amatorskich Zespołów Jazzowych Polski Południowej w 1962, w którym Jazz Ball Band zajął I miejsce. Istotnym sukcesem było także zdobycie I nagrody podczas pierwszej edycji „Jazzu nad Odrą” (drugą równorzędną pierwszą nagrodę otrzymało Trio Ryszarda Kruzy z Gdańska). W latach 70. zespół często występował za granicą, m.in. w RFN, Holandii i na Węgrzech.
Momentem zwrotnym w historii Jazz Ball Band Orchestra był udział w Old Jazz Meeting ’77, w trakcie którego jeden z członków zespołu, Marek Michalak nauczył Amerykanów z grupy Cottonmouth d’Arcy’s Jazz Vipers polskiej piosenki "Pije Kuba do Jakuba". Jej wykonanie sprawiło, że publiczność entuzjastycznie przyjęła występ Amerykanów, którzy w ramach wdzięczności zaprosili JBBO na festiwal Sacramento Jazz Jubilee, odbywający się w stolicy stanu Kalifornia. Wyjazd doszedł do skutku w 1979 r., a Polacy odnieśli tak znaczący sukces, że występowali w Sacramento co roku, łącznie około 20 razy, jako jedyny zespół jazzu tradycyjnego z Polski.

## Kolejne sukcesy
W latach 1970–72 Jan Boba występował wspólnie z grającym jazz tradycyjny zespołem Old Metropolitan Band, a w latach 1988-90 z zespołem Beal Street Band. Pełnił również funkcję szefa artystycznego Festiwalu Piosenki Studenckiej w Krakowie w okresie 1964 - 1972. W 1986 roku otrzymał z rąk prezydenta USA Ronalda Reagana dyplom za krzewienie kultury amerykańskiej.

## Boba Jazz Band
Z grupy Jazz Ball Band odszedł w 1991 roku, aby założyć zespół pod własnym nazwiskiem, Boba Jazz Band. W 1994 otrzymał Honorową Złotą Tarkę, razem z Januszem Zabieglińskim. Zespół Boba Jazz Band gra w składzie łączącym dwa pokolenia muzyków i wykonuje muzykę jazzową wzbogaconą o elementy rozrywkowe. Występował zarówno z wykonawcami jazzu europejskiego (wspólny album z brytyjskim zespołem Moty Sunshine) jak i amerykańskiego (Glenn Miller Orchestra). W 2005 roku wystąpił przed 300 tys. widownią na festiwalu w Sacramento, jako jeden z trzech zespołów z Europy (spośród wszystkich 180). Po koncercie członkowie zespołu zostali zaproszeni na spotkanie przez Arnolda Schwarzeneggera, gubernatora Stanu Kalifornia, który przekazał im gratulacje. Na festiwalu w Dreźnie w 2009 roku Boba Jazz Band zagrał przed 500 tys. publicznością. W roku 2011 podczas Niedzieli Nowoorleańskiej Jan Boba otrzymał Baranka Jazzowego, przyznawanego wybitnym artystom jazzowym związanym z historią jazzu w Krakowie i Piwnicy pod Baranami.
Wraz ze swoim zespołem, zrealizował programy telewizyjne, takie jak Benefis Jana Boby w Teatrze Stu, oraz program z piosenkami Henryka Warsa w Piwnicy Pod Baranami. Do tej pory nagrał 9 płyt CD, jest także twórcą oprawy muzycznej do Baśni o Królewnie Śnieżce dla Pierwszego Programu Polskiego Radia.